# 棕胸金鹃
棕胸金鹃（学名：Chrysococcyx minutillus）一种分布于东南亚、新几内亚和澳大利亚北部及东部地区的鹃形目鸟类，其自然栖息地是亚热带或热带潮湿的低地森林。棕胸金鹃是世界上最小的杜鹃科鸟类，体重17克（0.60盎司），体长1515 cm（6英寸）。其rufomerus和crassirostris亚种有时被赋予特定的地位。

## 亚种
世界鸟类学家联合会2014年确定的亚种如下：
- C. m. peninsularis S.A.Parker, 1981 – 泰国南部和马来半岛
- C. m. albifrons (Junge, 1938) – 苏门答腊和爪哇岛西部
- C. m. aheneus (Junge, 1938) – 婆罗洲和菲律宾南部
- C. m. jungei (Stresemann, 1938) – 苏拉威西岛, 弗洛勒斯岛和马杜岛
- C. m. rufomerus Hartert, 1900– 小巽他群岛
- C. m. crassirostris (Salvadori, 1878)– 有时被认为是一个独立物种，分布于巴巴群島, 卡伊群島和塔寧巴爾群島
- C. m. salvadorii (Hartert & Stresemann, 1925) – 巴巴群島
- C. m. misoriensis (Salvadori, 1876) – 比亞克島 (斯考滕群島)
- C. m. poecilurus G.R.Gray, 1862 – coastal 新几内亚海岸和澳大利亚昆士兰州北部 and northern Queensland
- C. m. minutillus Gould, 1859 – 澳大利亚北部
- C. m. barnardi Mathews, 1912 – 澳大利亚东部
- C. m. russatus Gould, 1868 – 有时被认为是一个独立物种，分布于澳大利亚东北部和新几内亚